# 三戸鹿角街道
鹿角街道（かづのかいどう）は、青森県三戸郡から秋田県鹿角市に至る街道。別称 三戸鹿角街道（さんのへかづのかいどう）。
幕政時代、陸奥国三戸郡三戸村で奥州街道から分岐し、田子村を経て、来満峠を経て、山中沢、浅繁沢を出て、大柴峠を越え、上折戸から安久谷川を渡り、鹿角郡の大湯へ抜けて毛馬内村で鹿角道にいたる。
また、八戸城下と毛馬内を結ぶ街道も、八戸・三戸間は「三戸街道」、三戸・毛馬内間は「鹿角街道」「秋田街道」と呼ばれ、両者を合せて鹿角街道ともいった。

## 歴史
街道の開設時期は不明であるが、永禄12年（1569年）南部高信を将とする軍勢が、秋田氏を打つべく来満山中を越え鹿角へ侵攻したと伝えられる。険しい山間を通る街道であったが、慶長年間以前の南部氏の根拠地であった三戸から、領地である鹿角地区を結ぶ重要な街道であり、幕府巡見使や藩主の巡視の際にも使われていた。また、尾去沢銅山から野辺地湊への荷を送る街道でもあった。1647年に南部藩が幕府に提出した「領内道規御書上」では「来満山六里雪中牛馬不通」とある。
江戸時代は「奥筋往来」「奥通往来」「三戸往来」などと記載されている。かつて三戸町の起点追分にあった追分石には「左もりおか、右かづの」と彫られていた。田子地方の人々は「三戸鹿角街道」や「鹿角街道」と呼んでいた。また、藩主が巡検の際に利用するため「殿様街道」とも呼ばれていた。明治以降は「来満街道」とも呼ばれ、改修予算が議決されている。
来満山とは不老倉峠や来満峠、大柴峠を総称した銘々であった。来満山が難所であることは世に名高く、『奥々風土記』には「其険阻ノ坂路なり、三十六里の間駅家もなく、且雨風烈く雪深く積る処なれは、冬より春かけて往来絶ること常なり」とある。「三十六里(1里=6町)の間駅家もなく」というのは誤りで、山中という継立場があった。『北奥路程記』には「山中に一軒家あり往来の助と成れり此家主近年南部壱岐家来と成るよし」とある。南部壱岐とは大湯館の館主であった。
古川古松軒は1788年この街道を通過し、『東遊雑記』で「来満山中と称せる所深山幽谷の中にしておたすけ茶屋という家一軒ならではなし」「大柴峠という坂上下二里。この日は坂ばかりの道にて、平地さらになし。深山は西北羽州・秋田・津軽まで連なりて、良材ばかりなりといえども、出せる所なくて一銭にもならず、空しくくち捨てつることなり」と記録している。
船遊亭扇橋は1841年(弘化5年)この街道を通過し『奥のしをり』にその様子を記録している。「6月1日に三戸を出発し、田子という村を経て関という村に泊まった。6月2日は、御番所のある夏坂を過ぎて、そこから雷幡峠(来満峠)という所にさしかかった。この峠は難所で、登りが6里それから3里、山中をという所に一軒家があった。そこから半里ほど登り坂で、やっとここから下り坂になった。山の中は虻が多くて、夏の日中は人の往来がなくなってしまうそうだ。我々が通った時には、雨天で虻も少なかったとが、やはり峠越えは難渋した。峠からは鹿角の毛馬内という所を一望できた」とある。
1872年(明治5年)マラン神父は同行のスイス人神父と共にこの街道を通り『東北紀行』を書いた。「来満峠というのは、行程2・3時間もある広い高原をなしており、そこに木は実に巨大に伸びているし、木の間を各種の纒繞植物(つる)がこれを通り抜けられないような密林にしてしまい、地面には素晴らしい花が沢山咲いている。峠の途中自然に防衛されたある小さい谷には山中という宿場がある。そこからますます深くこの密林に入ったが、突然、森が開かれるや、我々の眼前に南部の国と、津軽・秋田両国との境になる高い連山が見えてきた。とうとう峠の西口に着いたわけである」と記録している。
鹿角方向から野辺地湊から移出される尾去沢鉱山（鹿角市）の産銅輸送路として重視されていたが、明治26年（1893年）以降、折戸からそのまま久谷川沿いに南の不老倉峠で県境を越すようになったため、来満峠は荒廃した。
この街道は各種の戦争の際に利用された。1336年に比内浅利氏と津軽曽我貞光が鹿角大里楯を攻撃した際、南部師行は急遽その救援に赴いている。1565年、安東愛季が鹿角に進攻し一時占領した際に、1569年三戸城にあった南部信直が救援に立ち鹿角を回帰している。九戸政実の乱では大湯鹿倉館に籠城した大湯四郎左衛門昌次を討伐するため、南部信直の部下である大光寺正親は三戸から鹿角街道を通って苦闘の末に鹿倉館を陥落している。また秋田戦争では、毛馬内から出陣する部隊は盛岡から南部氏の祖先の地である三戸に立ち寄ってから、この街道を通って毛馬内より出陣している。内藤十湾はその時の記録を「出陣日記」に簡潔に残している。

## 宿場・伝馬継所
- 三戸
- 田子　（岩手県八幡平市）
- 夏坂
- 山中
- 大湯
- 毛馬内

## 一里塚
- 中ノ渡一里塚 - 下折戸から進み、上折戸分岐よりも少し手前。杉林の中にある。
- 小柴峠一里塚

## 峠
- 来満峠
- 大柴峠

## 参考資料
- 青森県史編さん近世部会『青森県史 資料編 近世篇 4 南部1　盛岡藩』青森県、2003年3月3日。
- 青森県史編さん近世部会『青森県史 資料編 近世篇 5 南部2　八戸藩』青森県、2011年3月31日。
- 『岩手県史 第五巻 近世篇 2』岩手県、1963年1月30日。
- 「角川日本地名大辞典」編纂委員会『角川日本地名大辞典 2 青森県』角川書店、1985年12月1日。ISBN 4-04-001020-5。
- 「角川日本地名大辞典」編纂委員会『角川日本地名大辞典 5 秋田県』角川書店、1980年3月8日。ISBN 4-04-001050-7。
- （有）平凡社地方資料センター『日本歴史地名大系 第2巻 青森県の地名』平凡社、1982年7月10日。
- （有）平凡社地方資料センター『日本歴史地名大系 第5巻 秋田県の地名』平凡社、1980年6月6日。
- 「歴史の道調査報告II 来満街道」、昭和60年、秋田県教育委員会